# パトリス・ルドゥー
パトリス・ルドゥー（Patrice Ledoux）は、フランスの映画プロデューサー。
『グラン・ブルー』などリュック・ベッソン監督作品を多くプロデュースしている。1985年から2004年までゴーモンの最高経営責任者を務めた。

## 主な作品
- カルメン Carmen (1984)
- グラン・ブルー Le Grand Bleu (1988)
- ニキータ Nikita (1990) クレジットなし
- アトランティス Atlantis (1991)
- レオン Léon (1994) クレジットなし
- フィフス・エレメント The Fifth Element (1997)
- ビジター Les couloirs du temps: Les visiteurs II (1998) 共同製作総指揮
- ジャンヌ・ダルク The Messenger: The Story of Joan of Arc (1999)
- メルシィ!人生 Le Placard (2001)
- マイ・ラブリー・フィアンセ Just Visiting (2001)
- ザ・レース Le raid (2002)
- フレンチ・コップス3 Ripoux 3 (2003)
- エンパイア・オブ・ザ・ウルフ L'Empire des loups (2005)
- ライヤーゲーム Ca$h (2008)